# Ramzi Jousef
Ramzi Ahmed Jousef (urdujsko: رمزي احمد يوسف‎), pakistanski terorist *, 20. maj 1967 ali 27. april 1968, Irak, Kuvajt ali Združeni arabski emirati
Je eden od glavnih storilcev bombnega napada na World Trade Center leta 1993 in bombardiranja letala Let 434 Philippine Airlines. Bil je tudi sozavetnik v zaroti Bojinke. 7. februarja 1995 so ga pakistanska obveščevalna služba (ISI) in ameriška diplomatska varnostna služba aretirali v gostišču v Islamabadu v Pakistanu potem, ko je poskušal podariti bombo punčki, nato pa je bil izročen oblastem Združenih državh Amerike.
Sodili so mu na ameriškem okrožnem sodišču za južnem okrožju New Yorka skupaj z dvema sozaveznikoma in bil obsojen zaradi načrtovanja parcele Bojinka. Za udeležbo v bombnem napadu Svetovnega trgovinskega centra leta 1993 in zaroti Bojinke je Yousef prejel dve dosmrtni zaporni kazni in še dodatnih 240 let zapora.
Yousefov stric po materi je Khalid Sheikh Mohammed, s katerim naj bi načrtoval parcelo Bojinka. Mohammed je višji član Al Kaide, obtožen, da je bil glavni načrtovalec napadov 11. septembra 2001. Razmi Yousef prestaja dosmrtno kazen v zaporu ADX Florence, ki se nahaja v bližini Firenc v Koloradu. Celični blok, ki ga običajno imenujejo "Bomber Row", Yousef deli s Terryjem Nicholsom, Ericom Rudolphom in Tedom Kaczynskim.  